# Martín Palermo
Martín Palermo (La Plata, 7 de novembro de 1973) é um treinador e ex-futebolista argentino que atuava como centroavante. Atualmente está sem clube.
Apelidado de El Loco, atuou no futebol argentino pelo Estudiantes, bem como no futebol espanhol pelo Villarreal, Betis e Alavés. Mas foi com o Boca Juniors que ele mais se identificou: é o maior artilheiro da história da equipe. Ao todo, o atacante marcou 237 gols com a camisa do time argentino, superando o recorde que pertencia a Roberto Cherro. Tal marca foi alcançada no dia 12 de abril de 2010, com os dois gols que fez na goleada de 4–0 do Boca sobre o Arsenal de Sarandí, no estádio La Bombonera; Palermo chegou a 220 gols com a camisa do clube, superando assim a marca de 218 gols que Cherro mantinha desde 1938.
Integrante da Seleção Argentina entre 1999 e 2010, teve poucas oportunidades com a equipe principal. Em sua passagem pela Albiceleste, Palermo ficou marcado por perder três pênaltis numa mesma partida, contra a Colômbia, na Copa América de 1999. Todavia, o centroavante foi convocado para a Copa do Mundo de 2010, realizada na África do Sul, marcando seu primeiro gol em Mundiais na vitória por 2–0 sobre a Grécia, válida pela última rodada da fase de grupos da competição.

## Carreira como jogador

### Início nos Estudiantes

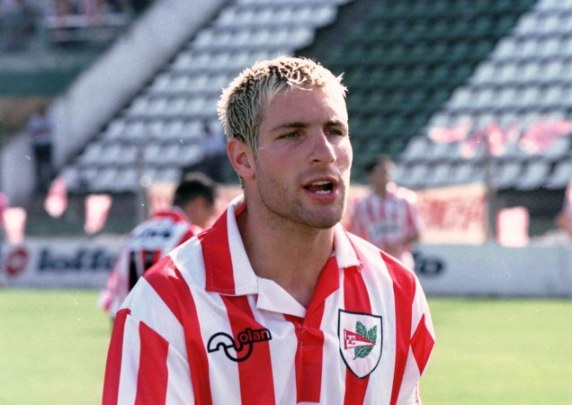
Palermo em 1997, atuando pelo Estudiantes

Palermo estreou na Primeira Divisão Argentina aos 19 anos, em 5 de julho de 1992, no empate sem gols entre San Lorenzo e Estudiantes. Ele demorou até afirmar-se na equipe titular; tanto que seu primeiro gol em sua carreira profissional saiu em 22 de maio de 1993, aos 20 minutos do jogo em que o Estudiantes venceu por 3–0 o clube San Martín de Tucumán.
A equipe tucumana voltaria a cruzar-se em seu caminho pouco tempo depois. Com o Estudiantes recém ascendido, em 1995, Palermo não figurava nos planos do diretor técnico Miguel Ángel Russo e aceitou ser cedido por empréstimo ao San Martín de Tucumán para jogar na Primera B Nacional (Segunda Divisão). Por uma diferença econômica entre os clubes, frustrou a tentativa do passe e Palermo manteve-se no Estudiantes.
Após esse episódio, a comissão técnica apresentou uma renúncia múltipla e o novo técnico seria Daniel Córdoba. Palermo teve sua oportunidade e não a desaproveitou. Em menos de um ano, se converteu em figurar como o goleador da equipe, com atuações destacadas e gols frente aos grandes clubes do futebol argentino.
Em sua passagem pelo Estudiantes, Palermo disputou 90 partidas na Primeira Divisão, marcando 34 gols.

### Boca Juniors
Na metade de 1997, o Boca Juniors se interessou por seu passe. Foi assim que Palermo chegou ao clube juntamente com os irmãos Barros Schelotto, os gêmeos Guillermo e Gustavo. Eles haviam sido pedidos insistentemente por Diego Maradona, que jogava suas últimas partidas antes de se aposentar do futebol profissional em outubro desse ano.
Palermo se fixou prontamente com uma posição na equipe titular; apesar disso, suas atuações não foram convincentes. Participou do Apertura de 1997 e fez valer a sua "potência goleadora" e contribuiu ao vice-campeonato conseguido pelo Boca.
Em 1998, com a chegada do treinador Carlos Bianchi, Palermo passou a formar uma efetiva dupla de ataque com Guillermo Schelotto, com ambos sendo decisivos para a conquista do Torneio Apertura. Nesse campeonato, o centroavante se consagrou como goleador com 20 gols, recorde em torneios curtos. Já em 1999, o time Xeneize repetiu o título no Clausura.
No meio da disputa do Torneio Apertura desse mesmo ano, o Boca visitou o Colón de Santa Fe e Palermo sofreu uma ruptura de ligamentos cruzados do joelho direito. Seu gol naquela partida, que marcou a lesão, foi o de número 100 na Primera División. A recuperação demorou mais de seis meses e sua volta se produziu em um importante momento por volta das quartas de final da Libertadores de 2000. O rival do Boca era o River Plate e Palermo, que ainda não se havia recuperado a sua melhor forma física, marcou o último gol na vitória por 3–0, em jogo disputado na Bombonera.
Sua participação na Copa Libertadores que o Boca venceu em 2000 foi escassa, mas sua presença foi decisiva para a conquista da Copa Intercontinental desse mesmo ano. No dia 28 de novembro, contra o Real Madrid, Palermo marcou dois gols nos primeiros minutos da partida, garantindo a vitória do Boca por 2–1 e conquistando o prêmio de melhor jogador da final. Após a volta do Japão, Palermo contribuiu com outro gol para a consagração do Boca como ganhador do Torneio Apertura.

### Villarreal e Betis
Em janeiro de 2001, o centroavante foi contratado pelo espanhol Villarreal. Palermo alternou boas e más atuações atuando pelo Submarino Amarelo; seguiu marcando com regularidade, mas não brilhou tanto como no Boca. O atacante chegou a sofrer uma grave lesão após quebrar a sua perna em um muro quando estava comemorando um gol com os torcedores, o que resultou em outra demorada recuperação. Finalmente, após ficar fora dos planos do treinador Benito Floro, foi contratado pelo Betis em agosto de 2003. No clube da cidade de Sevilha, jogou pouco (11 partidas) e marcou apenas dois gols.

### Retorno ao Boca
Em julho de 2004, Palermo retornou à Argentina e assinou em definitivo com o Boca Juniors. O atacante foi titular na reestreia pelo clube, no dia 15 de agosto, contra o Lanús, mas acabou sendo expulso no empate em 0–0. Ainda assim, permaneceu como titular da equipe e logo voltou a marcar gols. A equipe fracassou no Apertura, mas acabou conquistando a Copa Sul-Americana.

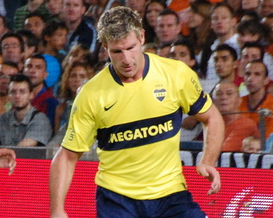
Palermo em 2008 no estádio Camp Nou, disputando o Troféu Joan Gamper contra o Barcelona

Palermo não teve um bom desempenho no primeiro semestre de 2005, o que resultou na perda da titularidade com o técnico Jorge Chino Benítez. No entanto, com a chegada de Alfio Basile, El Loco voltou a ser titular. Mesmo acima da casa dos 30 anos, além de não estar com o físico 100%, o centroavante seguiu marcando gols e tornou-se um dos principais goleadores da história do clube. A equipe fez uma grande campanha na Copa Sul-Americana, superando o Pumas na final e faturando o bicampeonato da competição. Após o empate por 1–1 no jogo de ida da final, Palermo marcou no jogo da volta, um novo empate em 1–1, o que levou a partida para a decisão nos pênaltis. Palermo desperdiçou a sua penalidade, mas o goleiro Roberto Abbondanzieri converteu a quinta cobrança e assegurou o título do Boca.
Voltou a ser campeão da Copa Libertadores da América pelo Boca no ano de 2007, marcando um gol na vitória sobre o Grêmio por 3–0 no jogo de ida da decisão.
No dia 24 de agosto de 2008, em uma partida contra o Lanús pelo Torneio Apertura 2008, Martín Palermo voltou a romper os ligamentos internos e cruzados do joelho direito (o mesmo que havia lesionado em 1999) em uma jogada desafortunada.
Em 30 de abril de 2009, numa partida válida pela Libertadores contra o Deportivo Táchira, Palermo marcou dois gols e chegou a marca de 200 tentos com a camisa do Boca Juniors. Já no dia 4 de outubro, em partida contra o Vélez Sarsfield, o centroavante fez um gol de cabeça a 38,9 metros do gol, entrando assim para o Guinness Book (Livro dos Recordes).
No dia 12 de abril de 2010, Palermo marcou dois tentos na vitória de 4–0 sobre o Arsenal e se tornou o maior artilheiro da história do Boca Juniors, deixando para trás o então recordista Roberto Cherro (1906–1965), que por sua vez, fez 218 gols entre as temporadas de 1926 e 1938. Em dezembro marcou o gol de número 300 da sua carreira, no empate em 1–1 com o Gimnasia La Plata, na última partida da temporada.
Em 22 de março de 2011, aos 37 anos, o atacante anunciou que se aposentaria em junho. No total, Palermo marcou 237 gols com a camisa do clube xeneize em nove temporadas no clube.

## Seleção Nacional

### Início
Martín Palermo estreou pela Seleção Argentina durante a Copa América de 1999, tendo marcado três gols nas quatro partidas em que atuou. Apesar disso, possui um recorde negativo e entrou para o Guinness Book (Livro dos Recordes) por ter perdido três pênaltis em uma mesma partida — contra a Colômbia no dia 4 de julho, em jogo válido pela fase de grupos.

### Copa do Mundo de 2010
Depois de quase 10 anos de ausência na Seleção Argentina, Palermo voltou a ser convocado por Diego Maradona no dia 1 de setembro de 2009, para disputar os jogos contra Paraguai, Peru e Uruguai pelas Eliminatórias da Copa do Mundo de 2010. Em 30 de setembro ele atuou num amistoso contra Gana, onde marcou dois gols e ajudou na preparação da Argentina para os jogos contra o Peru e Uruguai. No dia 10 de outubro, contra o Peru, fez um gol aos 46 minutos do segundo tempo e manteve a Argentina viva na briga pela vaga na Copa do Mundo, sendo reverenciado pelos jornais locais como "Palermo: o Santo!"
Esteve na lista de convocados por Maradona para o torneio realizado na África do Sul, sendo reserva devido à grande concorrência no ataque. Preterido pelos centroavantes Gonzalo Higuaín e Diego Milito, Palermo só atuou no jogo contra a Grécia, no dia 22 de junho, na vitória da Argentina por 2–0. Após marcar o segundo gol da partida, o atacante afirmou que aquele era o gol mais importante da sua carreira.

### Gols pela Seleção Argentina
|    | Data                    | Local                    | Resultado | Adversário | Gols | Competição                             |
| -- | ----------------------- | ------------------------ | --------- | ---------- | ---- | -------------------------------------- |
| 1. | 1 de julho de 1999      | Luque, Paraguai          | 3–1       | Equador    | 2    | Copa América de 1999                   |
| 2. | 7 de julho de 1999      | Luque, Paraguai          | 2–0       | Uruguai    | 1    | Copa América de 1999                   |
| 3. | 30 de setembro de 2009  | Córdova, Argentina       | 2–0       | Gana       | 2    | Amistoso                               |
| 4. | 10 de outubro de 2009   | Buenos Aires, Argentina  | 2–1       | Peru       | 1    | Eliminatórias da Copa do Mundo de 2010 |
| 5. | 10 de fevereiro de 2010 | Mar del Plata, Argentina | 2–1       | Jamaica    | 1    | Amistoso                               |
| 6. | 5 de maio de 2010       | Cutral Có, Argentina     | 4–0       | Haiti      | 1    | Amistoso                               |
| 7. | 22 de junho de 2010     | Polokwane, África do Sul | 2–0       | Grécia     | 1    | Copa do Mundo de 2010                  |

## Carreira como treinador

### Godoy Cruz
Iniciou a carreira de treinador em 2012, sendo anunciado pelo Godoy Cruz no dia 24 de novembro.

### Arsenal de Sarandí
Em abril de 2014 foi anunciado pelo Arsenal de Sarandí. Palermo chegou com a missão de substituir Gustavo Alfaro, técnico mais vitorioso da história do Arse.

### Pachuca
Após ter comandado o Unión Española, do Chile, entre 2016 e 2018, em janeiro de 2019 Palermo foi anunciado pelo Pachuca, do México.

## Representação na cultura popular
Em julho de 2019, durante uma entrevista, o ator argentino Rodrigo de la Serna, da série La Casa de Papel, citou a possível conexão entre o nome de seu personagem (Martín Berrote / Palermo) e o ex-atacante do Boca Juniors.

## Títulos

### Como jogador
Estudiantes
- Primera B Nacional: 1994–95

Boca Juniors
- Primera División: 1998–99 (Apertura e Clausura), 2000–01 (Apertura), 2005–06 (Apertura e Clausura) e 2008–09 (Apertura)
- Copa Libertadores da América: 2000 e 2007
- Copa Intercontinental: 2000
- Copa Sul-Americana: 2004 e 2005
- Recopa Sul-Americana: 2005, 2006 e 2008
- Torneio Pentagonal de Verão: 2006 e 2009

#### Prêmios individuais
- Artilheiro da Primera División: 1998 Apertura (20 gols) e 2007 Clausura (11 gols)
- Futebolista Sul-Americano do Ano: 1998
- Equipe do Ano da América do Sul: 1998 e 2000
- Melhor Jogador da Final da Copa Intercontinental: 2000
- Chuteira de Ouro da América: 2008[34]

### Como treinador
Olimpia
- Campeonato Paraguaio: 2024 (Clausura)